# داء التشنج العضلي التوتري الخلقي
داء التشنج العضلي التوتري الخلقي هو اضطراب عصبي عضلي وراثي جسمي سائد خلقي ونادر يتميز بتأتّر عضلي «تناقضي». وُصف هذا النوع من تأتر العضل بالتناقضي لأنه يتفاقم مع ممارسة الرياضة بينما تخف أعراض تأتر العضل الكلاسيكي، كما في تأتر العضل الخلقي، عن طريق التمارين الرياضية. تميز داء التشنج العضلي التوتري الخلقي أيضًا إمكانية تحريضه من قبل درجات الحرارة الباردة. قد يعاني المصابون داء التشنج العضلي التوتري الخلقي أيضًا من الشلل الناتج عن فرط البوتاسيوم، رغم كونه أكثر شيوعًا في اضطرابات الشلل الدوري. عادةً ما تظهر أعراض داء التشنج العضلي التوتري الخلقي خلال العقد الأول من العمر وتبلغ نفوذيته 100%. يعاني مرضى هذا الاضطراب عادةً من تأتر العضل في الوجه أو الأطراف العلوية. تكون الأطراف السفلية أقل تأثرًا بشكل عام. تؤدي بعض الاضطرابات الأخرى ذات الصلة إلى ضمور العضلات، لكن هذا لا يحدث عادةً مع داء التشنج العضلي التوتري الخلقي. يمكن أن يظهر هذا المرض أيضًا على أنه شلل فرط بوتاسيوم الدم الدوري وهناك جدل حول ما إذا كان الاضطرابان مختلفان بالفعل. 

## العلامات والأعراض
يشكو المرضى عادةً من تيبس العضلات الذي يمكن أن يتحول إلى ضعف بؤري. لا يمكن أن يزول هذا التيبس بالحركة، على النقيض من تأتر العضل الخلقي. تزداد هذه الأعراض (وتحدث أحيانًا) في البيئات الباردة. على سبيل المثال، أفاد بعض المرضى أن تناول المثلجات يؤدي إلى تيبس الحلق. بالنسبة للمرضى الآخرين، يحفز التمرين المستمر أعراض تأتر العضل أو الضعف. تظهر الأعراض النموذجية هذه أثناء القرفصاء أو كزم قبضة اليد بشكل متكرر. يشير بعض المرضى أيضًا إلى أن أطعمة معينة قادرة على إحداث أعراض داء التشنج العضلي التوتري الخلقي. أفادت الحالات المعزولة أن الجزر والبطيخ قادران على إحداث هذه الأعراض.

## التشخيص
يُشخص داء التشنج العضلي التوتري الخلقي بتقييم أعراض المريض وتاريخ الحالة. يجب أن يزداد تأتر العضل مع ممارسة الرياضة أو الحركة وعادةً ما يتفاقم في درجات الحرارة الباردة. لا يُعتبر المرضى الذين يعانون من ضعف دائم مصابين بداء التشنج العضلي التوتري الخلقي. قد يُستخدم تخطيط كهربائية العضل للتمييز بين داء التشنج العضلي التوتري الخلقي وتأتر العضل، قد يحاول الأطباء أيضًا تحريض نوبات تأتر العضل أو الضعف/الشلل لدى المرضى بهدف تحديد ما إذا كان المريض يعاني من داء التشنج العضلي التوتري الخلقي، أو شلل فرط بوتاسيوم الدم الدوري، أو إحدى حالات تأتر العضل المحرض بالبوتاسيوم. يعد التسلسل الجيني لجين SCN4A محدد التشخيص النهائي.

## العلاج
لا يحتاج بعض المرضى إلى علاج لضبط أعراض داء التشنج العضلي التوتري الخلقي. يحتاج آخرون إلى علاج تيبس العضلات وغالبًا ما يجدون دواء ميكسيليتين مفيدًا. وجد آخرون أن الأسيتازولاميد مفيد أيضًا. يعد تجنب الأحداث المحرضة للتأتر العضلي أيضًا طريقة فعالة للوقاية منه.

## التاريخ
كان يعتقد في الأصل أن هذا الاضطراب منفصل عن شلل فرط بوتاسيوم الدم الدوري وحالات تأتر العضل المرتبطة بقناة الصوديوم، لكن هناك الآن جدل كبير حول ما إذا كانت هذه الاضطرابات تمثل كيانات منفصلة أو تداخل أنماط ظاهرية لطيف اضطراب معقد. كان يعتقد سابقًا أن داء التشنج العضلي التوتري الخلقي أكثر شيوعًا لدى الذكور. لكن أثبتت مراقبة الحالة لدى الجيل الحديث أن هذا غير صحيح. بشكل عام، يرث نصف الأطفال في الأسرة الاضطراب بغض النظر عن الجنس.